# Xã Foote, Quận Gray, Kansas
Xã Foote (tiếng Anh: Foote Township) là một xã thuộc quận Gray, tiểu bang Kansas, Hoa Kỳ. Năm 2010, dân số của xã này là 99 người.